# (24898) Alanholmes
(24898) Alanholmes est un astéroïde de la ceinture principale.

## Description
(24898) Alanholmes est un astéroïde de la ceinture principale. Il fut découvert le 14 janvier 1997 à Farra d'Isonzo par l'Observatoire astronomique de Farra d'Isonzo. Il présente une orbite caractérisée par un demi-grand axe de 2,26 UA, une excentricité de 0,12 et une inclinaison de 1,9° par rapport à l'écliptique.

## Compléments